# 2002 FP7
2002 FP7, também escrito como 2002 FP7, é um objeto transnetuniano que está localizado no Cinturão de Kuiper, uma região do Sistema Solar. Este corpo celeste é classificado como um plutino, pois, o mesmo está em uma ressonância orbital de 2:3 com o planeta Netuno. Ele possui uma magnitude absoluta de 8,5 e tem um diâmetro estimado com 88 km.

## Descoberta
2002 FP7 foi descoberto no dia 22 de março de 2002.

## Órbita
A órbita de 2002 FP7 tem uma excentricidade de 0,193 e possui um semieixo maior de 39,462 UA. O seu periélio leva o mesmo a uma distância de 31,859 UA em relação ao Sol e seu afélio a 47,065 UA.